# Крайстчерчская ратуша

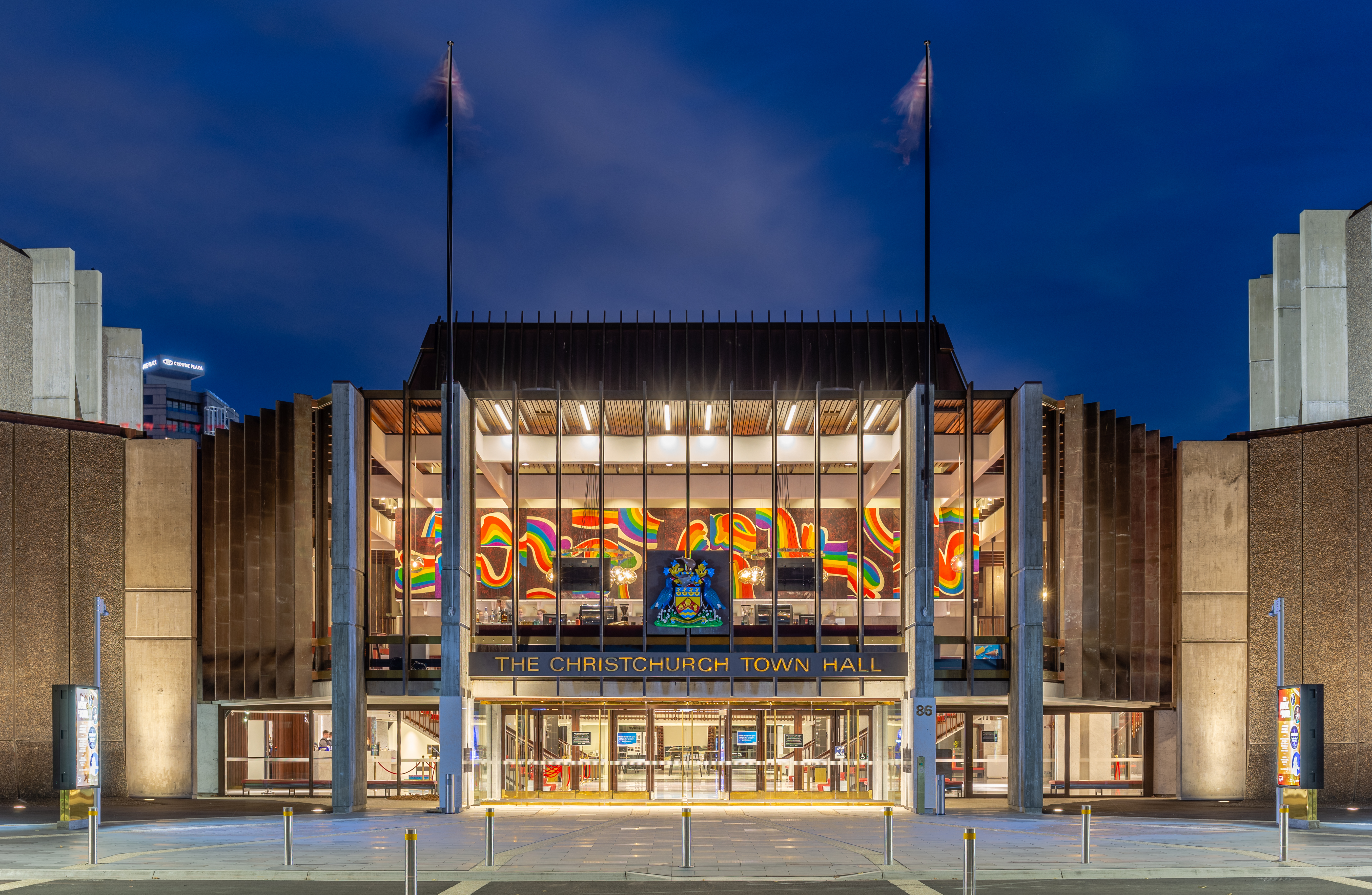
Главный вход в Крайстчерчскую ратушу со стороны Килмор-стрит

Крайстчерчская ратуша (с 2007 года официально именуется Крайстчерчская ратуша исполнительских искусств) — главный центр исполнительских искусств в Крайстчерче, Новая Зеландия, открытый в 1972 году. Расположена в центральной части города на берегу реки Эйвон с видом на площадь Виктории, напротив ныне снесённого Крайстчерчского конференц-центра. По причине значительного ущерба, полученного зданием во время землетрясения в феврале 2011 года, была закрыта до 2019 года. Первоначально члены городского совета выступали за снос здания, за исключением его главного зала, но после совещания в ноябре 2012 года проголосовали за проведение реконструкции с целью восстановления всей ратуши. 4 сентября 2020 года ратуше была присвоена I категория важности как памятнику брутализма.

## История
Первая ратуша в Крайстчерче была построена на углу Херефорд-стрит и Соборной площади, откуда открывался вид на Самнер-роуд (ныне переименованную в Хай-стрит). Веранда использовалась как место для проведения голосований.

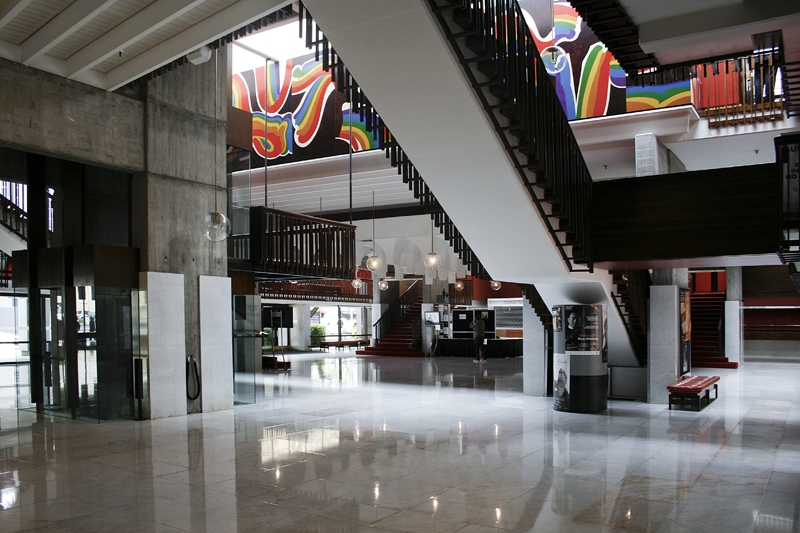
Фойе ратуши

Современное здание ратуши стало частью плановой застройки центра Крайстчерча. Первым этапом стало возведение непосредственно ратуши, открытой 30 сентября 1972 года генерал-губернатором сэром Дэни Бланделлом. Проект осуществлялся силами шести тогдашних территориальных органов власти, то есть городским советом Крайстчерча, советами округов Папаруа и Хиткот, районными советами Риккартона и Литтелтона и районным советом Ваймайри.
Вторым этапом стало планирование постройки нового здания на пересечении Килмур-стрит и Дарем-стрит, которое отделило бы Виктория-стрит от площади Виктории и должно было заменить собой старое здание на Манчестер-стрит. Однако в итоге городской совет Крайстчерча в 1978 году приобрёл здание универмага на Туам-стрит, переоборудовав его под офисы для работников ратуши и заняв это здание в 1980 году.

## Ущерб от землетрясения
Ратуша была закрыта после получения зданием значительного ущерба, причинённого в результате землетрясения в Крайстчерче в феврале 2011 года. В июне 2011 года проводилась оценка состояния здания, чтобы определить масштабы разрушений. В отчёте за октябрь 2012 года было рекомендовано сохранить только главный зал, а остальную часть здания снести.
22 ноября 2012 года члены городского совета Крайстчерча единогласно проголосовали за восстановление ратуши, стоимость которого оценивалась в 127,5 миллиона новозеландских долларов, из которых только 68,9 миллиона были бы покрыты страховкой. Однако министр по вопросам последствий землетрясений Джерри Браунли имел право наложить вето на этот план. В августе 2013 года членам городского совета было предложено четыре варианта реконструкции с сохранением здания стоимостью около 125 миллионов новозеландских долларов.

## Восстановление
11 июня 2015 года городской совет Крайстчерча утвердил план реконструкции здания ратуши. В ноябре 2015 года начались работы по замене его фундамента; для обеспечения устойчивости здания были установлены новые бетонные колонны. В рамках проекта предполагалось также улучшение дизайна ратуши: например, планировки Театра Джеймса Хея, главного зала и ресторана были изменены на более, по мнению авторов проекта, оптимальные по сравнению с исходными вариантами.
Первоначально ремонтные работы планировалось завершить в середине 2018 года, однако первую очередь помещений ратуши открыли для посетителей лишь в феврале 2019 года.